# Couvent des Unterlinden
Le couvent des Unterlinden est un monument historique situé à Colmar, dans le département français du Haut-Rhin.

## Localisation
L'édifice est situé au 1, rue des Unterlinden à Colmar.

## Historique
L'emplacement est occupé dès 1232 par des chanoinesses de l'ordre des dominicains,.
Élevée entre 1262 et 1269,, l'église se compose d’une nef charpentée à quatre travées couverte d’une charpente et d’un chœur à sept travées voûtées d’ogives et à l’abside polygonale, forme qui se généralisa en Alsace au cours du XIIIe siècle. Elle abrite aujourd’hui le retable d'Issenheim, de Matthias Grünewald, chef-d'œuvre des collections du musée Unterlinden ainsi que la statue du peintre et graveur colmarien Martin Schongauer réalisée par Bartholdi en 1860.
Le cloître fut construit après l’église, dans la deuxième moitié du XIIIe siècle. Le couvent fut fermé en 1790 et abrita un régiment de lanciers avant de devenir un musée en 1849.
Le couvent à l’architecture gothique est fondé au XIIIe siècle par Agnès de Mittelnheim et Agnès de Hergheim. Il peut être considéré comme un bâtiment fondateur qui influença toute l’architecture des ordres mendiants du Rhin supérieur. Son architecture, si elle conserve une grande partie de son caractère médiéval, a néanmoins subi de nombreuses modifications au gré des évolutions qui traversèrent son histoire.
Après le départ des moniales à la Révolution, les bâtiments, peu à peu laissés à l’abandon, servirent de caserne militaire jusqu’au milieu du XIXe siècle.
Il accueille actuellement le musée d'Unterlinden.
Le couvent fait l'objet d'un classement au titre des monuments historiques depuis le 4 mai 1852.

## Galerie

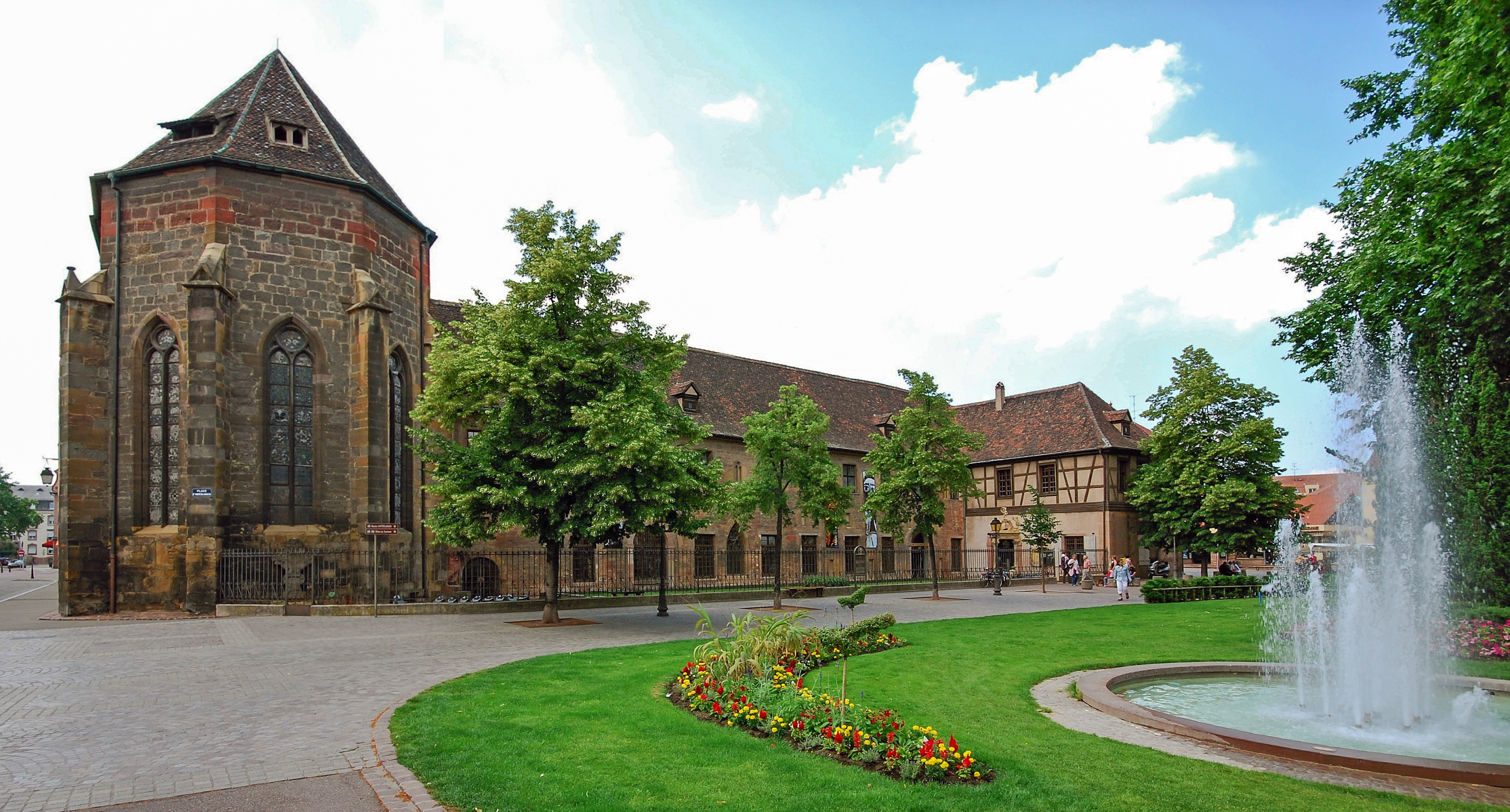
Façade est.
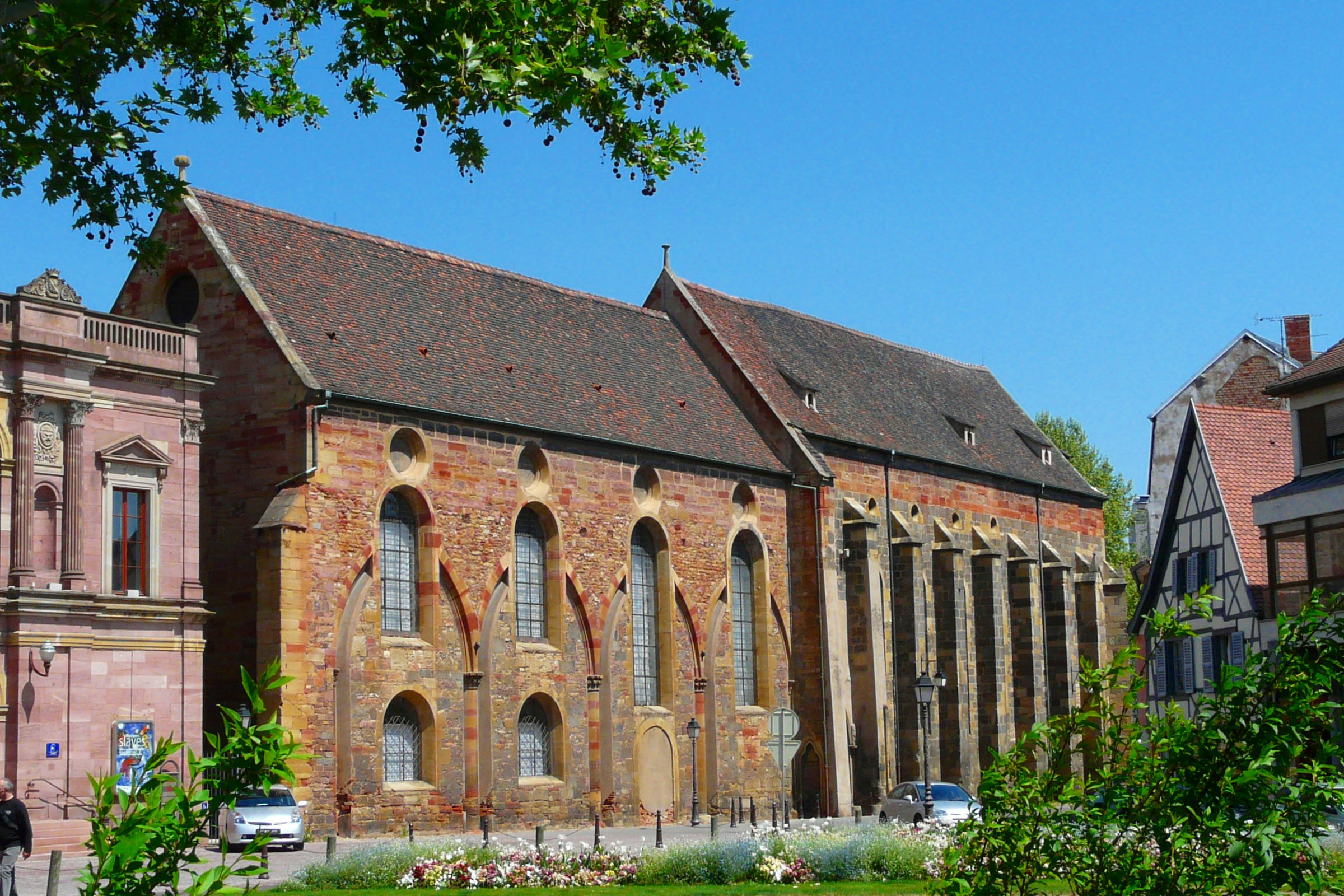
Façade sud.
Façade nord.
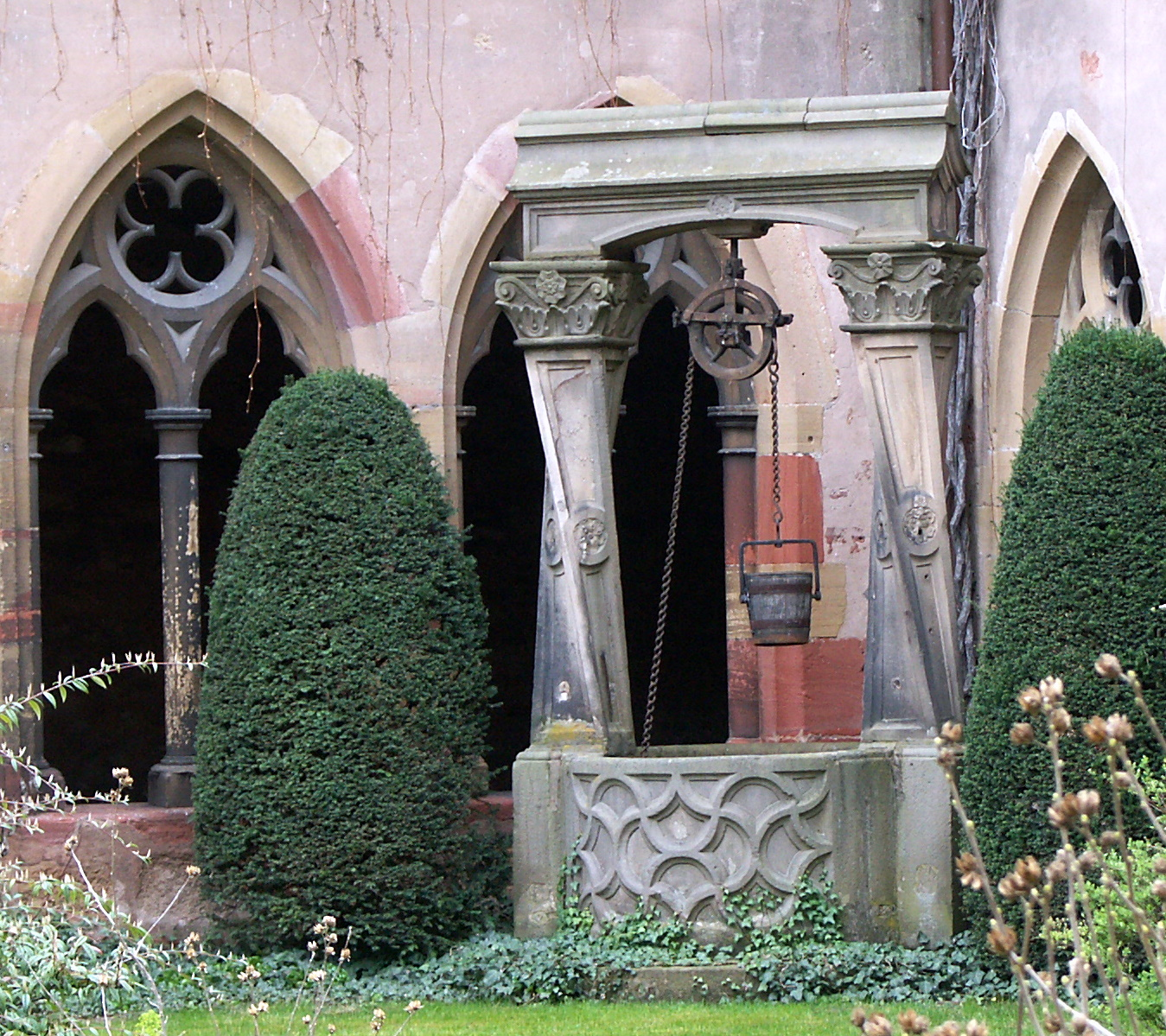
Puits du cloître.
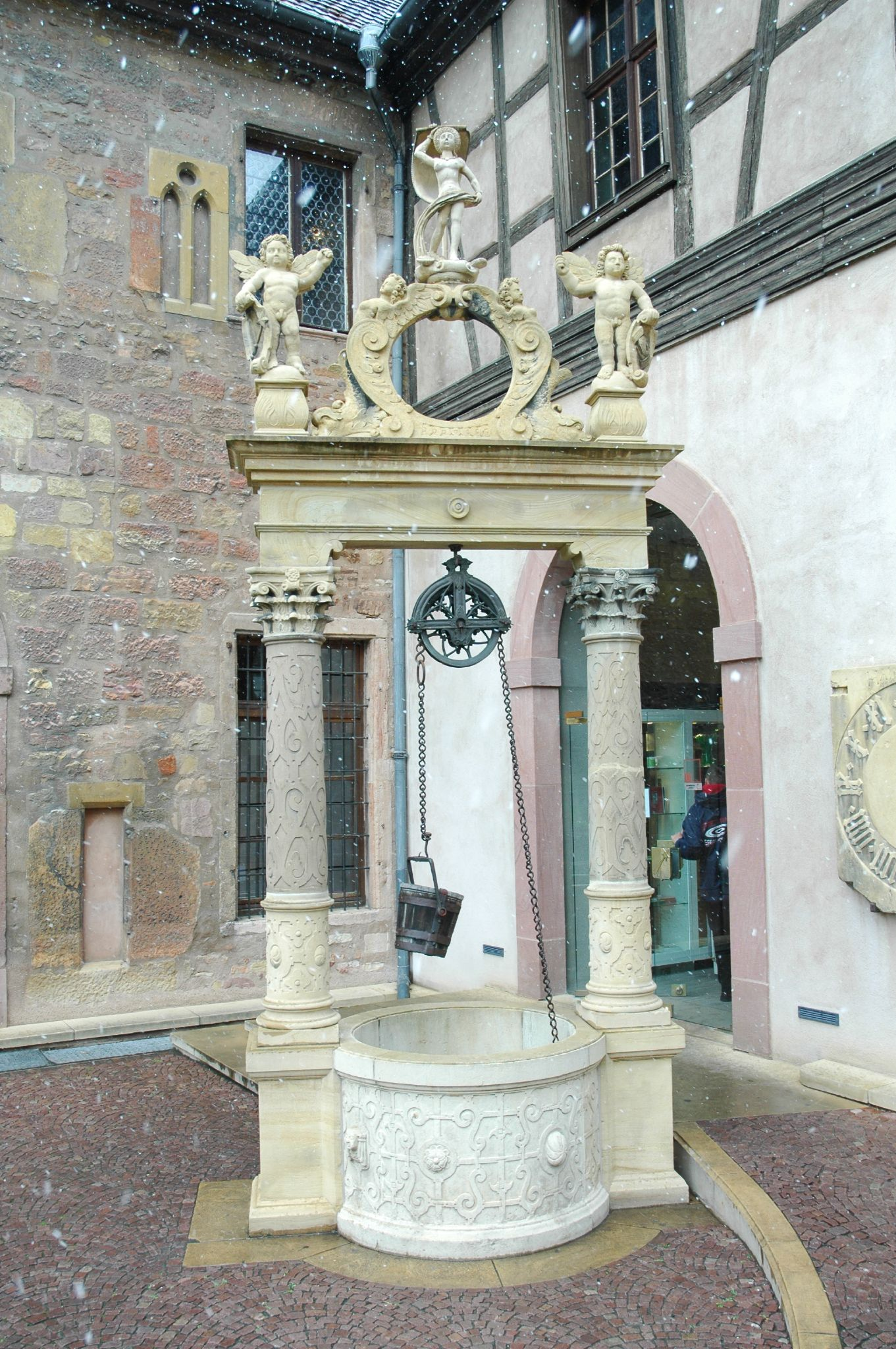
Puits qui se trouvait devant l'ancienne entrée du musée.